# Antoni Espasa
Antoni Espasa Terrades (Valencia, 1945) es un economista y catedrático universitario español, galardonado en 1991 con el Premio Rey Jaime I en Economía.

## Biografía
Licenciado en Ciencias Económicas y Derecho por la Universidad de Deusto, se dipolomó en estadística y obtuvo el doctorado en Economía en la London School of Economics. De 1979 a 1990 fue miembro del equipo de estudios del Banco de España, ocupando el cargo de economista jefe los últimos cinco años. Se incorporó a la Universidad Carlos III de Madrid en donde es catedrático de Fundamentos del Análisis Económico. Además, desarrolla en la misma distintos proyectos de investigación en relación con modelos econométricos y predicciones económicas, fundamentalmente, dentro del departamento de Estadística, dirige el Instituto Flores de Lemus y la revista académica mensual Boletín de Inflación y Análisis Macroeconómico. Es autor de un significativo número de publicaciones en revistas especializadas en macroeconomía, econometría, perspectiva y coyuntura económica. Es autor o coautor de más de una veintena de libros sobre métodos estadísticos, cuantitativos y análisis econométricos. En 1991 la Generalidad Valenciana le otorgó el Premio Rey Jaime I en Economía, junto a Julio Alcaide Inchausti.

## Publicaciones
- Cancelo, J. R., & Espasa, A. (1993). Métodos cuantitativos para el análisis de la coyuntura económica. Alianza.